# Lago Sai
O Lago Sai (em japonês 西湖 Saiko) literalmente "lago oeste", é um lago situado nas imediações do monte Fuji na província de Yamanashi no Japão.
Este lago é um dos cinco lagos de Fuji e está ligado ao lago Shoji e ao lago Motosu por lençóis de água subterrâneos, de forma que todos têm o mesmo nível na superfície de 901 metros acima do nível do mar.
Curiosamente, se nos pretendermos referir ao lago Oeste situado em Hangzhou na China, a escrita utiliza exactamente os mesmo kanjis.